# Abiy Addi
Abiy Addi (ou Abi Addi; « grande ville » en tigrigna) est une ville du nord de l'Éthiopie, elle est l'ancienne capitale de la province de Tembien. Elle est située dans la zone Mehakelegnaw du Tigré. Elle est à 13° 34′ N, 38° 58′ E et se trouve entre 1917 et 2 275 mètres d'altitude. Elle est le centre administratif du woreda Kola Tembien.
Selon le recensement national de 2007 effectué par l’Agence centrale de la statistique d'Éthiopie (ASC), cette ville compte une population totale de 16 115 habitants.

## Histoire
Le noyau initial de la ville s’est formé autour du site de Tanqwa, nommé d’après la vallée fluviale qui le traverse. C’est l’empereur Yohannès IV accorde les terres fertiles de cette vallée à ses courtisans, qui y cultivent le café, les légumes, des arbres fruitiers et forestiers. Le paysage se distingue alors par sa verdure. Toutefois, l’expansion des ravines et les méandres de la rivière entraînent une érosion des sols, poussant progressivement les habitants à se déplacer vers le sud-ouest de la vallée.
Avant l’occupation italienne, l’économie repose principalement sur l’agriculture, et les habitations sont en majorité couvertes de toits de chaume. Lors de l’invasion italienne, la région devient un foyer de résistance intense. Trois batailles successives ont lieu dans la zone, dirigées par Seyoum Mengesha et Kassa Haile Darge. Après la défaite des troupes éthiopiennes, les Italiens occupent la ville, et une grande partie des habitants se réfugie dans la vallée du Tekezé pour poursuivre la résistance sous forme de guérilla. Une offre de paix italienne favorise ensuite leur retour et leur réinstallation.
En juin 1936, des partisans de Seyoum Mengesha concluent une réconciliation avec les autorités italiennes. La ville est rapidement reconstruite sous supervision italienne. Elle prend une allure plus urbaine et connaît une phase de croissance. Le commerce joue un rôle important dans cette dynamique. Les commerçants locaux entretiennent des échanges avec Asmara et d’autres villes du Tigré. Les produits échangés incluent notamment de l’alcool (cognac), de la farine, des vêtements (dont le tissu abugadid) et du kérosène.
Un réseau de routes praticables en saison sèche, établi durant cette période, relie la ville à Sàqota (au sud), à Adoua (au nord) et à Màqàlà (au sud-est). Les Italiens construisent également des bureaux administratifs ainsi que des blocs résidentiels et des marchés, revendus ensuite à des commerçants locaux. Des infrastructures de santé, des ponts et des écoles primaires sont également mises en place. 
Après la période coloniale, la ville poursuit sa croissance. Elle devient le centre administratif du district de Tamben. 